# Alan Cunningham
Alan Gordon Cunningham, född 1 maj 1887 i Dublin, Irland, död 30 januari 1983 i Tunbridge Wells, Kent, var en brittisk armégeneral, mest känd för segern över de italienska styrkorna i Östafrika under andra världskriget.

## Biografi
Cunningham utbildade sig vid Cheltenham College och Royal Military Academy innan han 1906 värvades till Royal Artillery. Under första världskriget tjänstgjorde han vid Royal Horse Artillery och tilldelades Military Cross 1915 och Distinguished Service Order 1918.
År 1937 blev han chef för första infanteridivisionen av Royal Artillery, vilket följdes av befordran till generalmajor 1938 och utnämning till befälhavare för 5th Anti-Aircraft Division.
Efter ett antal korta uppdrag i början av andra världskriget fick han som generallöjtnant befäl över de östafrikanska styrkorna i Kenya. I denna roll ledde han sina styrkor till seger över den italienska armén och erövring av Etiopien i maj 1941.
Cunningham innehade under en kort tid 1941 befälet över British Eighth Army i Nordafrika och var 1945–1948 överbefälhavare och high commissioner i Brittiska Palestinamandatet. Han var även överste kommendant för Royal Artillery fram till 1954.

## Utmärkelser
- Military Cross,  1915[1]
- Distinguished Service Order,  1918[1]
- Knight Commander av Bathorden,  30 maj 1941[1]
- Zanzibars lysande stjärnas orden,  28 oktober 1941[1]
- Kommendör av Legion of Merit,  1945[1]
- Riddare med storkors av Sankt Mikaels och Sankt Georgsorden,  1948[1]
- Storkors av Kronorden,  1950[1]
- Menelik II:s orden,  1954[1]
- Tjeckiska Segermedaljen
- British War Medal[1]

[Redigera Wikidata]